# Westerwijtwerd
Westerwijtwerd est un village qui fait partie de la commune de Loppersum dans la province néerlandaise de Groningue.